# Ayungon
Ayungon è una municipalità di quarta classe delle Filippine, situata nella Provincia di Negros Oriental, nella regione di Visayas Centrale.
Ayungon è formata da 24 baranggay:
- Amdus
- Anibong
- Atabay
- Awa-an
- Ban-ban
- Calagcalag
- Candana-ay
- Carol-an
- Gomentoc
- Inacban
- Iniban
- Jandalamanon

- Kilaban
- Lamigan
- Maaslum
- Mabato
- Manogtong
- Nabhang
- Poblacion
- Tambo
- Tampocon I
- Tampocon II
- Tibyawan
- Tiguib